# Sithonia (gmina)
Sithonia (gr. Δήμος Σιθωνίας, trl. Dī́mos Sithōnías, trb. Dimos Sitonias) – gmina w Grecji, w administracji zdecentralizowanej Macedonia-Tracja, w regionie Macedonia Środkowa, w jednostce regionalnej Chalkidiki. W 2011 roku liczyła 12 394 mieszkańców. Powstała 1 stycznia 2011 roku w wyniku połączenia dotychczasowych gmin Sithonia i Toroni. Siedzibą gminy jest Nikiti.